# شهرستان بلاگووشچنسکی (سرزمین آلتای)
شهرستان بلاگووشچنسکی (به لاتین: Blagoveshchensky District) یک شهرستان در روسیه است که در سرزمین آلتای واقع شده‌است.